# Сент-Генрі (Огайо)
Сент-Генрі (англ. St. Henry) — селище (англ. village) в США, в окрузі Мерсер штату Огайо. Населення — 2596 осіб (2020).

## Географія
Сент-Генрі розташований за координатами 40°25′13″ пн. ш. 84°38′1″ зх. д. / 40.42028° пн. ш. 84.63361° зх. д. (40.420162, -84.633650).  За даними Бюро перепису населення США в 2010 році селище мало площу 4,28 км², з яких 4,15 км² — суходіл та 0,12 км² — водойми.

## Демографія
Згідно з переписом 2010 року, у селищі мешкало 2427 осіб у 862 домогосподарствах у складі 646 родин. Густота населення становила 568 осіб/км².  Було 892 помешкання (209/км²).
Расовий склад населення:
| - 99,1 % — білих - 0,1 % — чорних або афроамериканців |

До двох чи більше рас належало 0,2 %. Частка іспаномовних становила 1,4 % від усіх жителів.
За віковим діапазоном населення розподілялося таким чином: 29,5 % — особи молодші 18 років, 54,8 % — особи у віці 18—64 років, 15,7 % — особи у віці 65 років та старші. Медіана віку мешканця становила 35,2 року. На 100 осіб жіночої статі у селищі припадало 100,1 чоловіків;  на 100 жінок у віці від 18 років та старших — 96,9 чоловіків також старших 18 років.
Середній дохід на одне домашнє господарство  становив 86 399 доларів США (медіана — 80 000), а середній дохід на одну сім'ю — 102 299 доларів (медіана — 90 870). За межею бідності перебувало 2,8 % осіб, у тому числі 2,0 % дітей у віці до 18 років та 7,6 % осіб у віці 65 років та старших.
Цивільне працевлаштоване населення становило 1462 особи. Основні галузі зайнятості: виробництво — 35,6 %, освіта, охорона здоров'я та соціальна допомога — 20,2 %, мистецтво, розваги та відпочинок — 7,7 %, роздрібна торгівля — 7,1 %.